# Arvid Virgin
Arvid Virgin, född 14 augusti 1757 i Brastad, död 1 mars 1840 i Gränna, var en svensk sjömilitär (konteramiral vid Arméns flotta). Han deltog bland annat i Amerikanska frihetskriget och Gustav III:s ryska krig.

## Biografi
Virgin avlade examen som sjöofficer 1775 och gick till sjöss samma år på ett kofferdifartyg och stannade till havs till 1779. Väl hemkommen blev han fänrik vid Arméns flotta den 10 februari 1779, men gick redan 1780 i tjänst i Frankrike där han utnämndes till Enseigne de vaisseau i april det året. Han deltog i den franska flotta som sändes att delta i det Nordamerikanska frihetskriget, under befäl av den franske amiralen François Joseph Paul de Grasse. Virgin deltog i samtliga bataljer mellan de engelska och franska flottorna i Västindien under 1780-1783.
Virgin utnämndes till löjtnant vid Arméns flotta den 12 april 1784. Då Gustav III:s ryska krig bröt ut 1788 deltog Virgin och han blev den 8 maj 1789 befordrad till kapten. Under kriget var han chef för galären Östergötland. Han deltog i ett flertal drabbningar, däribland ledde han Arméns flotta under det andra slaget vid Fredrikshamn den 20 maj 1790. Efter Freden i Värälä, den 21 augusti 1790, utnämndes han till överadjutant hos Gustav III samt befordrades till major.
Efter kriget placerades han i Göteborg, där han var lotsdistriktschef för  västra distriktet under åren 1792–1799, samt att även var kommendant för Nya Älvsborg 1793-1798. I Göteborg gifte han sig även men blev änkling efter ett drygt år, varför han gifte om sig 1795. Den 2 november 1795 utnämndes han till överadjutant av flygeln. Den 18 februari 1799 utnämndes han till generaladjutant samt överstelöjtnant. 1803 befordrades han till överste, innan han fick avsked som konteramiral den 3 december 1807.
Privat ägde han Degerhof i Skällviks socken under åren 1800–1802 och Svinesund i Konungsunds socken under åren 1803–1806. Den senare fick han kunglig majestäts tillstånd att kalla Svensksund. 1807 inköpte han Medevi gård med Medevi brunn.
Den 3 december 1812 blev han ledamot av Kungliga Lantbruksakademien. 
De sista 20 åren i livet bodde Virgin och hustrun i Gränna. Virgin dog den 1 mars 1840 i Gränna och han ligger begraven på Västra Ny kyrkogård i grav för Medevi.
Arvid Virgin var son till kammarherren Claes Virgin och dennes hustru Augusta Vilhelmina Kunckel. Han var brorson till Arvid Bernhard Virgin, bror till Adolf Fredrik Virgin samt far till Christian Adolf och Arvid Virgin.

## Utmärkelser[2]
- Franska militärförtjänstorden - 5 juni 1783
- Riddare av Svärdsorden - 21 november 1785
- Hedersvärja - 20 maj 1790 (efter Andra slaget vid Fredrikshamn)
- Fredrikshamnsmedaljen i 12:e storleken i guld - 13 februari 1791[3]
- Kommendör av Vasaorden - 23 november 1812
- Kungliga Lantbruksakademiens stora guldmedalj
- Kommendör med stora korset av Vasaorden - 11 maj 1818 (Karl XIV Johans kröning)

## Bilder

Arvid Virgins hedersvärja, som han fick av Gustav III den 20 maj 1790, för sina insatser under Andra slaget vid Fredrikshamn. Värjan finns hos Livrustkammaren i Stockholm.